# Форбак
Форба́к (фр. Forbach, [fɔʁbak], нем. Forbach, [ˈfoʁbax], лотар. Fuerboch) — город и коммуна на северо-востоке Франции, регион Гранд-Эст, департамент Мозель, округ Форбак — Буле-Мозель, административный центр округа Форбак. Входит в одноимённый кантон как единственная коммуна и одновременно является административным центром кантона Стирен-Вандель, не входя в него.

## Географическое положение

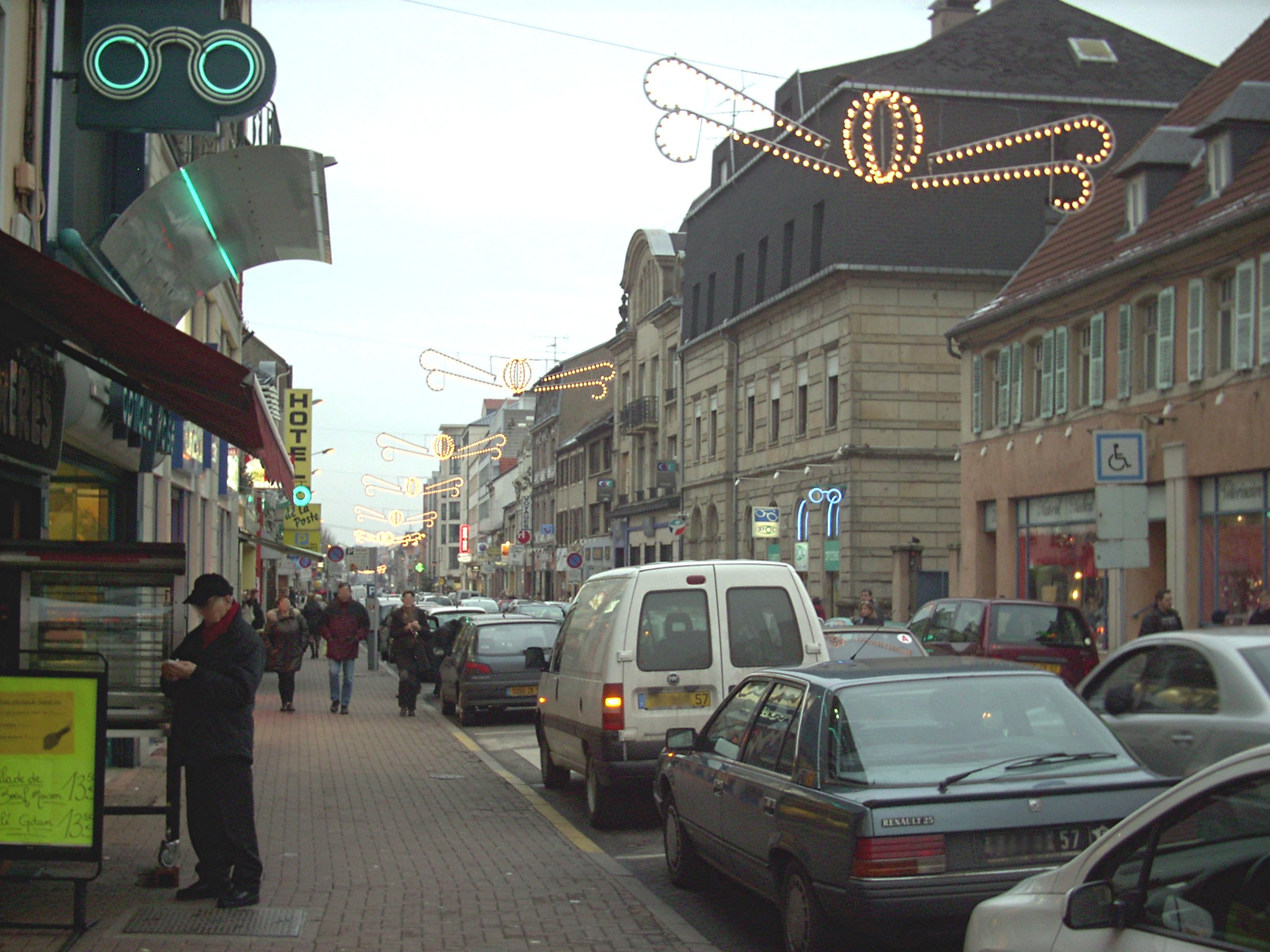
Центр Форбака

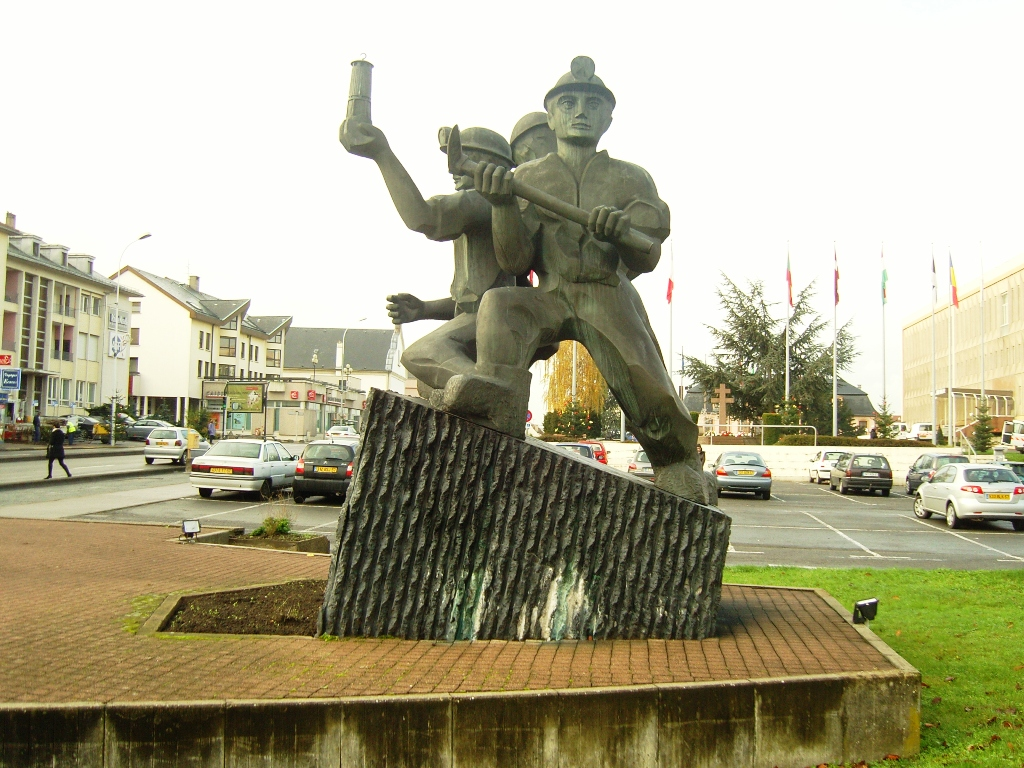
Памятник шахтёрам города

Форбак расположен в 340 км к востоку от Парижа и в 55 км к востоку от Меца. Находится на границе с Германией.
Соседние коммуны: Шёнек и Стирен-Вандель на северо-востоке, Спишеран и Эцлен на востоке, Этен и Беран-ле-Форбаш на юго-востоке, Морсбак на юго-западе, германский Эммерсвайлер на западе, германский Гросроссельн и французский Птит-Россель на северо-западе.

## Демография
По переписи 2008 года в коммуне проживало 21752 человека.